# Puxing (socken i Kina, lat 29,68, long 103,46)
Puxing (kinesiska: 普兴乡, 普兴) är en socken i Kina. Den ligger i provinsen Sichuan, i den sydvästra delen av landet, omkring 120 kilometer sydväst om provinshuvudstaden Chengdu. Antalet invånare är 10 604. Befolkningen består av 5 089 kvinnor och 5 515 män. Barn under 15 år utgör 14,0 %, vuxna 15-64 år 69 %, och äldre över 65 år 15,0 %.
Genomsnittlig årsnederbörd är 1 512 millimeter. Den regnigaste månaden är juli, med i genomsnitt 367 mm nederbörd, och den torraste är januari, med 14 mm nederbörd.